# Perédy László
Perédy László névvariánsok: Perédy J. László; dr. Perédy László; Perédi László (Budapest, 1921. június 24. – Győr, 2019. április 25.) magyar színész, a Győri Nemzeti Színház örökös tagja. 

## Életpályája
Szülei tanárok voltak, de családi felmenői között van anyai ágon a huszárkapitányból színésszé lett Marczell Géza, és rokonságban áll Medgyaszay Vilmával, apai ágon pedig a híres pap-költő Czuczor Gergely, illetve az ő húgának leszármazottja. Jogászként végzett az ELTE Jogtudományi Karán 1944-ben. Két évig a Zeneakadémia ének tanszakán is tanult. A második világháborúban hadifogságba esett. Erről mesélte:

„A színészi mesterségért a legtöbb elismerést Bodor Tiborral együtt kaptam az orosz hadifogolytáborban. Vele ott csináltunk ugyanis színházat.”

 1949-től egy-egy évadot töltött Debrecenben, a Honvéd Színházban és a Magyar Néphadsereg Színházában. 1952-től a győri Kisfaludy Színház szerződtette. A Színház- és Filmművészeti Főiskolán 1954-ben kapott színészi diplomát. 15 évig a Győri Ifjúsági Irodalmi Színpad művészeti vezetője és rendezője, 25 évig a Kazinczy-díj zsűrijének állandó tagja volt. 1997-ben a Győri Nemzeti Színház örökös tagjai közé választottá.

## Színházi szerepeiből
- William Shakespeare: Othello... Jago
- William Shakespeare: Macbeth... Banquo
- William Shakespeare: Lear király... Aggastyán, Gloucester haszonbérlője
- William Shakespeare: III. Richárd... Lord Mayor
- Niccolò Machiavelli: Mandragóra... Nicea
- Molière: Tartuffe... Cléante
- Arisztophanész: Plutosz (A Gazdagság)... Euripidész
- Lev Nyikolajevics Tolsztoj: Háború és béke... Szergej Kuzmics
- Nyikolaj Vasziljevics Gogol: A revizor... Korobkin
- Anton Pavlovics Csehov: Sirály... Dorn
- Anton Pavlovics Csehov: Ványa bácsi... Szerebrjakov, Alekszandr Vlagyimirovics (Ványa bácsi)
- George Bernard Shaw: Szent Johanna... Warwick
- Victorien Sardou: Szókimondó asszonyság... Fouché
- Friedrich Dürrenmatt: A fizikusok... Oscar Rose
- Bertolt Brecht: Kurázsi mama... Írnok
- Victor Hugo: A királyasszony lovagja... Don Salluste
- Ken Kesey – Dale Wasserman: Kakukkfészek... Matterson ezredes
- Joseph Kesselring: Arzén és levendula... Mr. Witherspoon
- Vagyim Nyikolajevics Szobko: A második front mögött... Kramer kapitány, a koncentrációs tábor parancsnoka
- Katona József: Bánk bán... Biberach
- Szigligeti Ede: Liliomfi... Szilvai professzor
- Madách Imre: Az ember tragédiája... Lucifer
- Jókai Mór: A kőszívű ember fiai... Palvitz Ottó; Ridegváry Bence; Haynau
- Jókai Mór: Az aranyember... Krisztyán Tódor
- Jókai Mór: Fekete gyémántok... Kaulman Félix
- Bíró Lajos: Sárga liliom... Katolnay, ezredes
- Szép Ernő: Patika... Jegyző úr
- Füst Milán: IV. Henrik... Siegfried
- Molnár Ferenc: A Pál utcai fiúk... Geréb apja
- Móricz Zsigmond: Úri muri... Lefkovics, ügyvéd
- Móricz Zsigmond – Miklós Tibor – Kocsák Tibor: Légy jó mindhalálig... Igazgató
- Darvas József: Kormos ég... J. Miller
- Felkai Ferenc: Madách... Vizsgálóbíró
- Mesterházi Lajos: Pesti emberek... Deske
- Mesterházi Lajos:  A tizenegyedik parancsolat... Zoltán
- Rideg Sándor: Indul a bakterház... Rozi apja
- Taar Ferenc: Örök Harag... Bíró
- Gerencsér Miklós: A 134. nap... Gartai
- Sándor Kálmán: A harag napja... Dr. Máriáss Endre
- Tamási Áron: Ősvigasztalás... Elnök
- Fülöp Kálmán: Bajnokcsapat... Tóth professzor
- Johann Strauss: A denevér... Kerekes
- Johann Strauss: Cigánybáró... Gróf Carnero
- Jacques Offenbach: Gerolsteini nagyhercegnő... Bratschild
- Alan Jay Lerner – Frederick Loewe: My Fair Lady... Higgins
- Kálmán Imre: A montmartre-i ibolya... Színigazgató
- Lehár Ferenc: A mosoly országa... Lichtenfels gróf
- Kacsóh Pongrác: János vitéz... A falu csősze
- Z. Szabó László: Utolsó stáció... Vendég

## Rendezéseiből
- Szophoklész: Antigoné
- Heltai Jenő: A néma levente
- Szakonyi Károly: Adáshiba

## Filmek, tv
- Machita (1944)
- Az utolsó kilométer (1960)
- Az aranyember (1962)
- A tanítvány (1977)
- Don Juan és a kővendég (1978)
- Októberi vasárnap (1979)
- Gulliver az óriások országában (1980)
- Szetna, a varázsló (1980)
- Kristálybirodalom (1982)
- Héroszok pokoljárása (1982)
- Az emlékmúzeum (1984)
- A vörös grófnő (1985)
- Szindbád nyolcadik utazása (sorozat)

– 5. rész; 7. rész; 9. rész (1989)

## Díjai, elismerései
- Tv-nívódíj
- Munka Érdemrend (1973; 1981)
- Pro Urbe Győr (1992)
- Szent István-díj (2001)
- Radnóti-díj (2002)